# Antelmo di Chignin
Antelmo di Chignin, noto anche come Antelmo di Belley (Chignin, 1107 – Belley, 26 giugno 1178) è stato un vescovo e monaco cristiano francese, dell'Ordine certosino, divenuto vescovo di Belley; è venerato come santo dalla Chiesa cattolica.

## Biografia
Figlio di Arduino della casa dei de Migain, nobile della contea di Savoia, nacque nel castello di Biguerne a Chignin.
Da giovane fu sacrestano presso la cattedrale di San Giovanni a Belley. All'età di 25 anni entrò nel monastero di certosino di Bugey e tre anni dopo fu ordinato sacerdote da Bernard de Portes, vescovo di Belley. Nel 1137 prese l'abito dei certosini nel monastero di Portes.
Ugo II, vescovo di Grenoble, rafforzò la comunità della Grande Chartreuse decimata da una valanga il 30 gennaio 1132 e lo nominò procuratore ed amministratore dei beni. Nel 1139 fu nominato settimo priore dell'Grande Chartreuse e Ministro generale dell'Ordine certosino. Ampliò il territorio della Grande Chartreuse, costruì nuovi edifici, eresse delle mura di cinta, acquedotti e allevamenti di pecore.
Nel 1151 lasciò la carica di ministro generale per ritirarsi a vita contemplativa. Fu per un breve periodo priore del monastero di Portes e si schierò con papa Alessandro III contro l'antipapa Vittore IV.
Probabilmente, per ringraziarlo, il papa lo obbligò ad accettare la carica di vescovo di Belley, dove venne eletto all'unanimità il 7 settembre 1163.
Papa Alessandro lo incaricò di recarsi in Inghilterra per riconciliare Enrico II d'Inghilterra e Tommaso Becket, ma la sua salute non gli permise di intraprendere il viaggio. 
Qualche tempo dopo Federico Barbarossa, avendo sentito parlare delle sue virtù, nel 1175 lo investì del titolo di principe del Sacro Romano Impero.
Dopo la sua morte, sopraggiunta il 26 giugno 1178, fu scelto come patrono della città di Belley, che in suo onore, fu chiamata per un certo tempo Antelmopoli.

## Culto
Antelmo è considerato un santo della Chiesa Cattolica Romana, e viene celebrato il 26 giugno. La sua festa è celebrata dai certosini dal 1607. Le sue reliquie sono custodite nella città di Belley.
Nelle iconografie è raffigurato con una lampada accesa da una mano divina e con bastone pastorale, libro e flagello.